# تپه گندمان
تپه گندمان مربوط به دوران پیش از تاریخ ایران باستان است و در شهرستان بروجن گندمان، که در میان بافت مسکونی شهر واقع شده است و این اثر در تاریخ ۲۴ فروردین ۱۳۸۲ با شمارهٔ ثبت ۸۲۲۳ به‌عنوان یکی از آثار ملی ایران به ثبت رسیده است.